# Conclave de 1823
El conclave de 1823 va ser convocat després de la mort del Papa Pius VII, que va tenir lloc el 20 d'agost de 1823. Va celebrar-se entre el 2 i el 28 de setembre del mateix any, i va acabar amb l'elecció del cardenal Annibale della Genga, que va prendre el nom de Lleó XII.

## Situació general
El 7 de juliol de 1823 Pius VII es va trencar la cama després d'una caiguda i les complicacions que va sobrevenir finalment el van portar a la tomba. El 16 de juliol, un incendi va devastar la Basílica de Sant Pau,de la qual havia estat abat, però no li va dir res per no agreujar la seva agonia dolorosa. Va morir el 20 d'agost al Palau del Quirinal a l'edat de 81 anys i 6 dies, quan nombrosos cardenals ja havien arribat a la ciutat davant de la imminent mort del pontífex.
Tot just mort el Papa, el cardenal Giulio Maria della Somaglia va fer saber que estava en possessió d'alguns plecs amb ordres estrictes per obrir-los immediatament després de la mort de Pius VII. Un cop oberts, es va veure que havien estat escrit a Fontainebleau durant l'exili napoleònic. Pius VII ordenava per escrit que els cardenals havien de reunir-se immediatament després de la seva mort, i, excloent totes les antigues constitucions i tenint en compte únicament l'imperi de les condicions de 'temps i els perills de l'Església, havien d'elegir un Papa en un temps molt curt, fins i tot immediatament i una pluralitat de veus. El document afegia que el Papa hauria de ser escollit amb la majoria de dos terços, com era habitual.
Va intervenir llavors el secretari del Sacre Col·legi, Monsenyor Mazio, que va dir que era custodi d'un altre document signat pel Papa Pius VII el 1821. Matius va dir que el Papa havia ordenat que es procedís immediatament a l'elecció del seu successor, possiblement per aclamació la presència del seu cadàver encara calent, i que no perdessin el temps amb el funeral i l'enterrament, pensant abans de l'elecció, quer es fes en secret i sense esperar els cardenals de fora de Roma ni s'advertís les corts estrangeres, abans de prendre l'acció seriosa. Els cardenals, però, va declarar que les circumstàncies en què van ser escrits aquests documents ja no eren aplicables en els temps actuals.
Els decrets d'emergència de Pius VII, llavors, en aquell moment no tenien cap raó d'existir.

## La votació
La durada del papat de Pius VII, 23 anys, va conduir a una completa renovació del Col·legi Cardenalici. Només Giulio Maria della Somaglia i Fabrizio Ruffo, de fet, ja eren cardenals quan Pius VII va ser escollit el 1800. D'aquesta manera, 47 dels 49 cardenals presents (d'un total de 54) no tenien experiència d'un conclave.
El Col·legi de Cardenals estava dividit en dues tendències: d'una banda volia una església fortament centralitzada i s'oposava a les reformes nascudes de la revolució, mentre que l'altra preferia afavorir un acostament a la solució dels problemes creats per les noves ideologies. El portaveu d'aquest segon grup era el cardenal Ercole Consalvi. Però a part de l'habitual divisió entre "zelosos" i "moderats", segons informà l'ambaixador austríac Apponyi, «l'esperit predominant era el de la passió, l'odi i la venjança... Humiliar el cardenal Consalvi, destruir la seva creació, s'havia convertit, per dir-ho d'alguna manera, en el preu del papat.» El candidat dels conservadors era Antonio Gabriele Severoli, considerat contrari a la política intervencionista de Metternich. L'altre candidat era el Castiglioni, obertament votat a Àustria. Al final, considerant l'impressionant llegat deixat per l'epopeia revolucionària i l'aproximació moderada i conciliadora de Consalvi contra el nou escenari europeu, amb la llarga sèrie de concordats, el conclave va esdevenir un referèndum sobre la continuació o l'abandonament de la seva política.
El conclave va començar el 2 de setembre, però les votacions no es van dur a terme a partir del dia després. A la primera votació, Severoli va rebre 8 vots, Francesco Saverio Castiglioni 5, Pacca 2, mentre que Consalvi només 1. En els dies següents els escrutinis van seguir sense èxit, resultant en un empat entre Somaglia i Severoli, el sufragis va oscil·lar entre 15 i 20. El 14 de setembre l'ambaixador Apponyi, rebut pels cardenals, va declarar que el cardenal Albani seria un candidat acceptable per a la cort dels Habsburg.
El 15 de setembre della Somaglia va tenir 15 vots, mentre que Severoli 19. L'endemà, els moderats propers a Consalvi, amb el suport dels francesos, van proposar a Francesco Saverio Castiglioni, que va arribar als 9 vots per la pèrdua de suport de Severoli. No obstant això, el 17 setembre Severoli va tenir 20 vots, mentre que Somaglia 16, seguit per Castiglioni amb 9. Els partidaris de Severoli va aconseguir guanyar alguns vots assolint la xifra de 26 en el dia de 21, és a dir, set vots menys del quòrum. Va estar en l'aire que la pròxima elecció serà l'elecció decisiva posat de manifest el propòsit per al qual es va dur a terme una reunió d'emergència entre el cardenal Albani i els cardenals francesos i sicilians per aturar Severoli. Per tant, quan el cardenal Antonio Gabriele Severoli va arribar a només set vots de l'elecció, el cardenal Giuseppe Albani es va aixecar i va llegir un document que portavaa la butxaca:
| «                          | En qualitat d'ambaixador extraordinari de la sa Majestat Imperial i Reial davant del Sacre Col·legi reunit en conclave, i en virtut de les instruccions que em van donar, compleixo el penós deure de declarar que la cort imperial de Viena no pot acceptar com a summe pontífex sa eminència el cardenal Severoli, i li dona l'exclusiva formals. | » |
| — Cardenal Giuseppe Albani | |   |

Contra Severoli, per tant, es va abatre ius exclusivae de Francesc I d'Àustria. L'endemà, l'ambaixador francès, el duc de Laval, envià als cardenals francesos una carta en la qual la cort borbònica no s'expressava a favor de qualsevol candidat dels "zelosos", incloent Annibale della Genga. El grup de Severoli, els va demanar que triessin un candidat alternatiu, assenyalant a Della Genga, mentre que la facció de Consalvi va assenyalar Castiglioni. Però com això era proper a Ercole Consalvi i perquè es trobava en mal estat de salut, la seva candidatura es va esfumar.
Per resoldre el punt mort que hi havia s'arribà a un compromís entre els zelosos i els partidaris de Castiglioni i per aturar a della Somaglia, que es va mantenir ben classificat. La candidatura del cardenal Giulio Maria della Somaglia, de fet, no es va concretar a causa del títol revolucionari "Ciutadà Somaglia" que va utilitzar durant l'ocupació dels Estats Pontificis a les mans de Napoleó Bonaparte. En resum els vots van convergir sobre della Genga, que va arribar als 34 vots el dia 28 de setembre, resultant canònicament escollit, elegint del nom de Lleó XII.

## Composició del Sacre Col·legi
Durant el període de seu vacant havia 53 cardenals, des quals 49 van participar en el conclave. 47 cardenals van ser creats per Pius VII, mentre que els altres dos ho havien estat per Pius VI.

### Cardenals presents al conclave
Els següents cardenals van participar en el conclave:
- Giulio Maria della Somaglia,
- Bartolomeo Pacca,
- Giuseppe Spina
- Pietro Francesco Galleffi
- Tommaso Arezzo
- Francesco Saverio Castiglioni
- Giuseppe Firrao
- Luigi Ruffo Scilla
- Cesare Brancadoro
- Carlo Francesco Maria Caselli
- Joseph Fesch
- Carlo Oppizzoni
- Annibale Sermattei della Genga, elegit papa
- Pietro Gravina
- Antonio Gabriele Severoli
- Giuseppe Morozzo Della Rocca
- Fabrizio Sceberras Testaferrata
- Benedetto Naro
- Francesco Cesarei Leoni
- Dionisio Bardaxí y Azara
- Antonio Lamberto Rusconi
- Emmanuele de Gregorio
- Giorgio Doria Pamfilj Landi
- Luigi Ercolani
- Paolo Giuseppe Solaro
- Johann Casimir Häffelin
- Anne-Antoine-Jules de Clermont-Tonnerre
- Francesco Bertazzoli
- Giovanni Francesco Falzacappa
- Antonio Pallotta
- Francesco Serlupi-Crescenzi
- Carlo Maria Pedicini
- Luigi Pandolfi
- Fabrizio Turriozzi
- Ercole Dandini
- Carlo Odescalchi
- Giacinto Placido Zurla
- Anne-Louis-Henri de La Fare
- Fabrizio Dionigi Ruffo
- Ercole Consalvi
- Giuseppe Albani
- Francesco Guidobono Cavalchini
- Giovanni Caccia-Piatti
- Stanislao Sanseverino
- Pietro Vidoni
- Agostino Rivarola
- Cesare Guerrieri Gonzaga
- Antonio Frosini
- Tommaso Riario Sforza

### Cardenals absents
Quatre cardenals no van participar en el conclave: 
- Domenico Spinucci
- Louis-François de Bausset-Roquefort
- Rudolf Johannes Joseph Rainer von Habsburg-Lothringen
- Carlos da Cunha e Menezes